# Tesseract (banda)
Tesseract (frecuentemente estilizado como TesseracT) es un grupo británico de metal progresivo procedente de Milton Keynes, Inglaterra. La banda, formada el año 2003, consiste en los siguientes miembros: Daniel Tompkins (voz principal), Alec “Acle” Kahney (guitarra principal y productor), James Monteith (guitarra rítmica), Amos Williams (bajo y voz secundaria) y Jay Postones (batería y percusiones). Actualmente se encuentran bajo el sello discográfico Kscope. Son reconocidos como uno de los grupos pioneros en el movimiento djent del metal progresivo. Hasta la fecha han lanzado cuatro discos de estudio: One, Altered State, Polaris y Sonder, así como un disco en vivo, Odyssey/Scala y los EP Concealing Fate, Perspective y Errai.

## Historia

### Primeros años (2003-2009)
Tesseract comenzó el año 2003 mientras el miembro fundador Alec Kahney se encontraba grabando  y escribiendo con su banda Mikaw Barish. El vocalista francés Julien Perier colaboró con la banda durante sus etapas tempranas, pero dificultades logísticas de distancia no le permitieron unirse al grupo permanentemente. Después de que esta primera formación fue establecida, Tesseract comenzó a tocar shows en vivo y componer material para su disco debut; lanzaron un demo de cuatro canciones el 2007, el cual contenía partes de lo que eventualmente se convertiría en su disco debut One.

### One(2009-2011)
En el 2009, el vocalista original Abisola Obasanya deja la banda. Él fue reemplazado por Daniel Tompkins; Acle  se contactó con el vocalista mientras asistía en la producción del disco Atlantic de su anterior banda, First Signs of Frost. La banda re-trabajó las canciones del álbum con Tompkins, planificando el lanzamiento para el año 2010. Justo antes de comenzar su primer tour mayor, Tesseract publicó Concealing Fate, una suite de seis canciones que forma la pieza central de su disco debut, One, que finalmente fue lanzado el 22 de marzo de 2011. Más tarde durante ese año, Tesseract salió de gira por el Reino Unido en apoyo de One junto a Chimp Spanner y Uneven Structure como teloneros. También se presentaron en el Sonisphere Festival en Knebworth.

### PerspectiveEP (2011-2012)
El 20 de agosto del 2011, salieron rumores sobre la salida del vocalista Daniel Tompkins, ya que Tesseract comenzó a presentarse en vivo con un vocalista diferente durante un show en el Craufurd Arms en Milton Keynes. Estos rumores fueron confirmados por la banda a los pocos días el 23 de agosto, en dónde presentaron a Elliot Coleman como su nuevo vocalista. Mientras tanto, Daniel Tompkins se unió a la banda de metal progresivo Skyharbor y el grupo de pop rock In Colour.
En septiembre de 2011 una versión instrumental del disco ‘’One’’ fue lanzada digitalmente y en octubre de ese mismo año ambas versiones del disco fueron lanzadas en vinilo como un doble LP.
Durante los inicios del 2012 Tesseract trabajó en un EP acústico inspirado en las sesiones acústicas que tocaron para una radio en Brooklyn, New York un año antes. El resultado de esto fue el EP Perspective, lanzado el 25 de mayo de 2012.

### Altered State(2012-2014)
El 12 de junio de 2012, Tesseract anunció que Elliot Coleman dejó la banda, en buenos términos. El 7 de septiembre de 2012 la banda anunció que habían encontrado a su “aún anónimo” nuevo vocalista y que presentarían su nuevo sencillo, “Nocturne,” el 12 de octubre. Una serie de shows en Europa fue anunciada, incluyendo una presentación en el Euroblast Festival. Más tarde se reveló a Ashe O’Hara como el nuevo vocalista de la banda. Tesseract emitió un breve comunicado acerca del nuevo vocalista en su sitio web.
El 28 de febrero de 2013, el grupo reveló la fecha de lanzamiento para su segundo disco de estudio, Altered State, junto a su lista de canciones. El álbum es una pieza continua de 51 minutos dividida en cuatro largas secciones ("Of Matter", "Of Mind", "Of Reality" y "Of Energy"), cada una de las cuales contiene numerosas canciones.  El 30 de abril el tema “Singularity” fue transmitido en la BBC Radio 1’s Rock show, y fue lanzado en su cuenta de SoundCloud.
Durante una entrevista telefónica con Metal Injection, Williams declaró que la banda iría de tour a los Estados Unidos durante el verano del 2013 y por Europa a finales de ese año.
Altered State fue transmitido por completo el 12 de mayo de 2013 en el canal oficial de YouTube de su, en ese entonces, sello discográfico Century Media, dos semanas antes de su lanzamiento oficial.

### Odyssey/ScalayPolaris(2014-2017)
El 27 de junio del 2014, se anunció la salida de Ashe O’Hara  del grupo, junto con el regreso de Daniel Thompkins como vocalista principal, dejando a Skyharbor. El 18 de mayo del 2015, Tesseract lanzó Odyssey/Scala, su primer DVD en vivo y disco compilatorio.
Poco después del regreso de Daniel Thompkins, el grupo comenzó a componer y grabar material para un tercer disco de estudio, haciendo frecuentes actualizaciones en sus redes sociales mostrando al grupo trabajando en el estudio. El sitio oficial de Facebook lanzó un tráiler del nuevo disco, titulado Polaris, el 10 de julio de 2015. También publicaron la portada del disco y su fecha de lanzamiento, para el 18 de septiembre de 2015. El disco entero fue transmitido por YouTube por Kscope Music el 15 de septiembre del 2015. En noviembre de 2015 la banda salió de gira en apoyo del nuevo disco, junto los grupos ERRA, The Contortionist y Skyharbor como teloneros.
El 23 de junio de 2017, Tesseract lanzó un nuevo sencillo titulado “Smile,” acompañado de un video musical. Varios miembros, incluyendo Alec Kahney y Amos Williams han admitido que el sencillo aún no está completo y que será re-trabajado antes de ser lanzado en un futuro álbum. De acuerdo a Amos en el sitio web de Kscope Music, “Tenemos una idea sólida sobre hacia dónde nos gustaría llevar a esta canción en el siguiente disco, por lo cual de ninguna manera está lista.”

## Sonder (2018-presente)
El 20 de abril de 2018 Tesseract lanzaría su cuarto álbum de estudio con una duración de aproximadamente 36 minutos, siendo Smile (lanzado previamente en 2017) uno de los singles estrella. 
Sonder sería el segundo álbum consecutivo de Tesseract y el tercero en general con el vocalista original, Daniel Tompkins, quien apareció por primera vez en su álbum debut de estudio, One (2011), y luego en Polaris. Un álbum conceptual, Sonder fue descrito por Tompkins como "explorando un profundo y devorador sentido de insignificancia".
El título mismo, "Sonder", se refiere a la idea de darse cuenta de que cada persona que encuentras tiene una vida tan compleja y significativa como la tuya propia. A lo largo del álbum, se profundiza en temas como la conexión humana, la búsqueda de significado, la introspección y la exploración de la propia identidad.
En la actualidad, Tesseract prepara un quinto álbum de estudio titulado "War of Being", del cual ya se han publicado dos singles: "War of being" y "The Grey". Tiene fecha de publicación programada para el 15 de septiembre de 2023.

## Estilo musical
Tesseract toca un estilo específico de metal progresivo que suele incluir riffs polirrítmicos, compases de tiempo inusuales y numerosos efectos atmosféricos. La banda ha declarado que ellos no componen con un polirritmo específico en mente y que tocan según lo que sientan que quede mejor con el groove del tema. También incluyen guitarras distorsionadas en tonos medios/bajos y pasajes melódicos influenciados por la música ambient. Suelen tocar en el estilo djent desarrollado por bandas como Meshuggah y Sikth. El estilo vocal de la banda ha visto un cambio considerable. En One, Daniel Thompkins emplea una mezcla de voces limpias y guturales, con un énfasis en notas prolongadas. Sin embargo, Ashe O’Hara en Altered State retiró completamente las voces guturales a favor de un estilo más melódico, con énfasis en fuertes “ganchos” melódicos. En una entrevista con Metalspree, Ashe declaró “…actualmente, ser nosotros mismos implica tener voces puramente melódicas. Con One ellos sentían que debían incluir voces duras en función de ser aceptados por la comunidad. Pero realmente nunca quisieron ser ese tipo de banda.”
En una entrevista con Metal Injection, Amos Williams declaró que la decisión de eliminar las voces guturales completamente fue una decisión grupal colectiva e inconsciente y que esto hizo la búsqueda de un nuevo vocalista extremadamente difícil; su explicación fue que muchos vocalistas de estilo limpio no quieren vivir un estilo de vida “metal” con lo que eso implica, como salir de gira regularmente y por mucho tiempo; o bien no disfrutan de la música metal lo suficiente como para querer formar parte de una banda del estilo de Tesseract. Aunque Altered State no incluye voces duras, Polaris ocasionalmente hace uso de voces duras en las canciones Messenger y Cages.
A lo largo de su carrera, los miembros de Tesseract han producido, mezclado y masterizado todo su material ellos mismos: Williams es un ingeniero de audio calificado y Acle Kahney ha trabajado en producción, mezcla y masterización musical para varios otros grupos de metal progresivo.
Amos Williams declaró en una entrevista que la música de Tesseract recae relativamente más en el bajo en comparación con otros grupos de metal. Agrega que “(el bajo) está siempre ahí en su pequeño lugar” en la música y que durante el proceso de producción “dejamos un montón de espacio para los arreglos del bajo.”

## Integrantes
Miembros actuales
- Alec "Acle" Kahney – guitarra principal (2003–presente), guitarra rítmica, bajo (2003–2006)
- Jay Postones – batería, percusiones (2005–presente)
- James 'Metal' Monteith – guitarra rítmica (2006–presente)
- Amos Williams – bajo, voz secundaria (2006–presente)
- Daniel Tompkins - voz principal (2009–2011, 2014–presente)

Miembros antiguos
- Phil Vermehren - voz principal (2003-2004)
- John Hatzioannou - voz principal (2003-2004)
- Neema Askari - voz principal (2004-2006)
- Julien Perier – voz principal (2004–2006)
- Abisola Obasanya – voz principal (2006–2009)
- Elliot Coleman – voz principal (2011–2012)
- Ashe O'Hara – voz principal (2012–2014)

## Discografía
Álbumes de estudio
- One (2011)
- Altered State (2013)
- Polaris (2015)
- Sonder (2018)
- War of Being (2023)

EPs
- Concealing Fate (2010)
- Perspective (2012)
- Errai (2016)

Álbumes en vivo
- Odyssey/Scala (2015)
- P O R T A L S (2021)

Demos
- TesseracT (2007)

Sencillos
- "Nascent" (2011)
- "Nocturne" (radio edit) (2012)
- "Singularity" (radio edit) (2013)
- "Messenger" (2015)
- "Survival" (2015)
- "Smile" (2017)
- "Luminary" (2018)
- "King" (2018)